# 蘇肄
蘇肄（1406年—？），字習之，山東兖州府東阿縣人，民籍。明朝政治人物。進士出身。

## 生平
山東鄉試第十六名。宣德八年（1433年）癸丑科會試第七十四名，殿試登進士第三甲第十九名。正統元年四月授户部主事，由尚書王佐舉奏，九年十月升郎中，十四年正月升两淮都转运盐使司运使，景泰五年正月考察，二月被劾受贿被执問，之后逃回原籍，六年二月被锦衣卫执送京师。

## 家族
曾祖蘇珪寶，元朝學正。祖父蘇友諒。父亲蘇眞。母渠氏。具慶下。弟興、起、鼐、鼒。娶張氏。